# Pinal Grande
Pinal Grande är en ort i Mexiko.   Den ligger i kommunen Turicato och delstaten Michoacán de Ocampo, i den södra delen av landet, 260 km väster om huvudstaden Mexico City. Pinal Grande ligger 1 607 meter över havet och antalet invånare är 782.
Terrängen runt Pinal Grande är lite bergig. Runt Pinal Grande är det ganska glesbefolkat, med 25 invånare per kvadratkilometer. Närmaste större samhälle är Puruarán, 5,6 km öster om Pinal Grande. Omgivningarna runt Pinal Grande är en mosaik av jordbruksmark och naturlig växtlighet.